# Escrivà
|  | No s'ha de confondre amb Escriba. |

Es deia escrivà a qui per ofici públic tenia l'autoritat per redactar o autentificar, és a dir, donar fe de les escriptures i altres actes o contractes fets públics davant seu. També s'encarregava de les actuacions judicials, governatives i administratives i de redactar les cartes i testaments per a la reialesa.

## Antiguitat

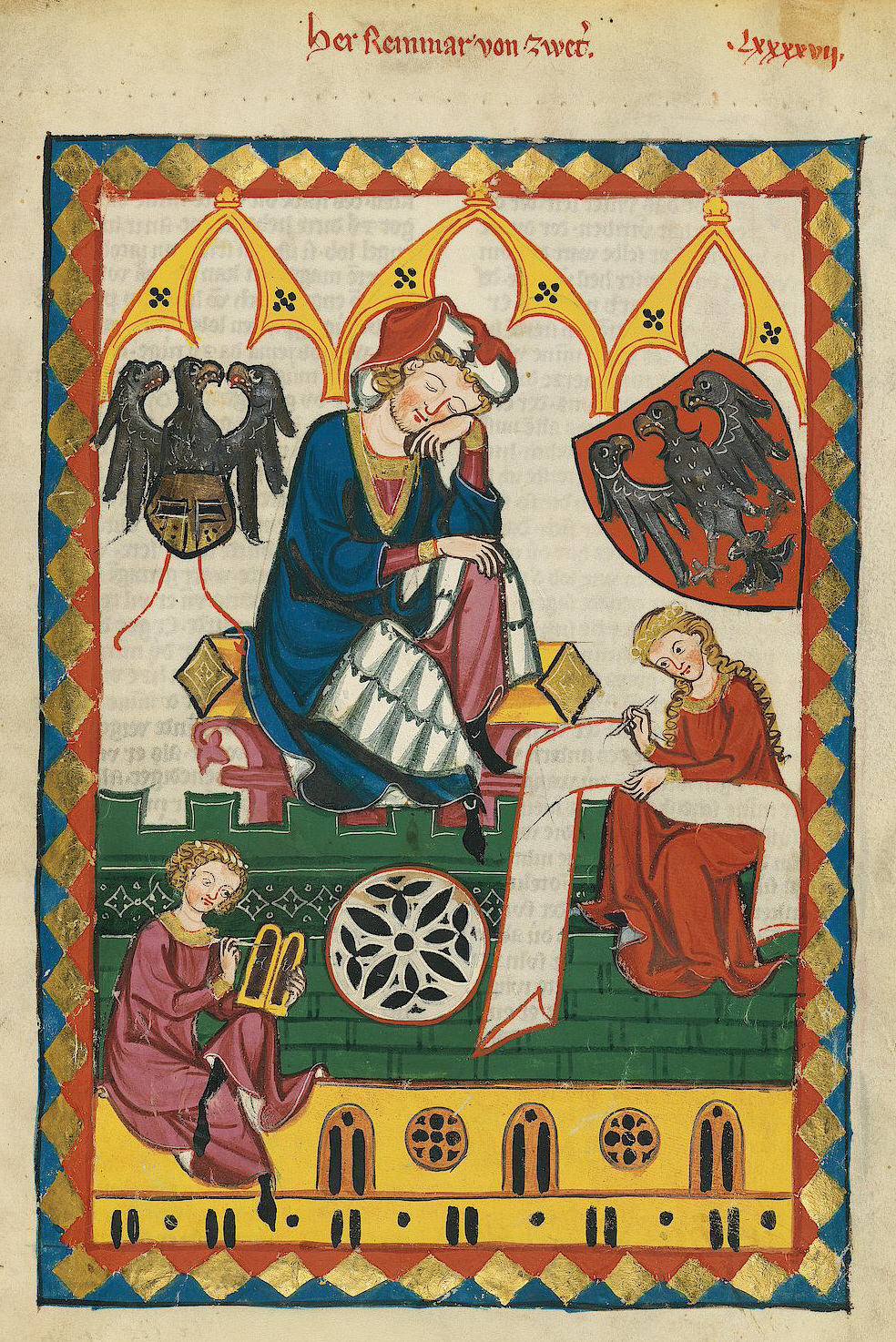
Escrivà en el Codex Manesse.

La utilitat de la institució dels escrivans és igual a la importància o necessitat de fixar i conservar per sempre tot el que passa en els judicis i s'estipula en les convencions entre parts. Ja en els pobles antics, es van haver de crear escrivans, encara que no amb l'autoritat que van tenir posteriorment, ja que la seva intervenció no donava cap caràcter d'autenticitat legal als contractes, que rebien tota la seva força del segell de les parts i dels testimonis. D'aquest nivell van ser els escrivans dels hebreus, els argentaris d'Atenes i altres funcionaris de la mateixa classe. Els documents que escrivien es consideraven escrits privats i per ser validats, havien de presentar-los les parts (amb assistència de cert nombre de testimonis) al magistrat encarregat de posar-los el segell públic.
Aristòtil, a La Política, parla de les diverses magistratures, indispensables o útils per a la societat, les esmenta com una altra classe de funcionaris encarregada de el registre dels actes que tenen lloc entre els particulars, i de les sentències dictades pels tribunals, sent aquests mateixos els que han d'actuar en els procediments i negocis judicials. De vegades aquesta magistratura es divideix en moltes altres, però les seves atribucions són sempre les mateixes. Els que exerceixen aquests càrrecs es diuen arxivers, escrivans, conservadors, o es designen amb un altre nom semblant.

### Roma
També van estar presents en Roma, encara que la professió de rebre els atorgaments dels contractes es denominava de diferents formes:
- scribæ, títol comú a tots els que sabien escriure
- cursors o logographi, perquè escrivien tan de pressa com es parla
- notarii, perquè escrivien per notes o minutes
- tabularii o tabellionii, perquè escrivien en tauletes
- argentarii, per designar als que no assistien a altres contractes que a les negociacions de diners, com les de préstecs o dipòsits
- actuarii, per denotar als quals redactaven les actes públiques i les decisions o decrets dels jutges
- chartularii, per significar als quals reconeixien i guardaven els documents públics.

Cada governador de província tenia al seu costat un d'aquests últims funcionaris per rebre, registrar i segellar els actes, com les emancipacions, adopcions, manumissions i testaments. Tots els referits eren ministres dels magistrats i tots redactaven els contractes i les sentències. Els notaris escrivien les seves notes i les passaven als tabelionii, que eren els únics que tenien dret d'estendre un document sobre aquestes notes considerades com a simples esborranys o minutes .
La professió dels escrivans era per la seva naturalesa tan delicada com honorífica i respectable, ja que en ells estava dipositada la fe pública. Així és que els grecs no admetien per exercir-la sinó a subjectes distingits per la seva lleialtat, rectitud i ciència. No la van estimar en tant els romans, els quals, perquè res costés a el públic la redacció dels contractes i els processos, van conferir l'encàrrec de complir aquestes funcions als esclaus pertanyents a el cos de cada ciutat, fins que els emperadors Arcadi i Honori les van erigir en càrrecs públics que havien d'exercir gratuïtament per torn els ciutadans i que, arribant a ser massa costoses, van haver per tal de donar-se com places o llocs de treball a empleats ministerials addictes als presidents i governadors de províncies.

## Castella

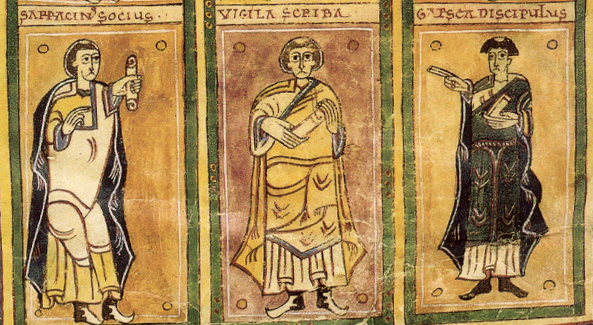
Escrivans en el Codex Vigilanus, any 976 d. C.

A Castella, se celebraven antigament els contractes davant algun sacerdot, monjo o religiós amb assistència de diversos testimonis de totes classes. El sacerdot redactava l'escriptura i la signaven tots els testimonis o els que en sabien pels que no en sabien, estampant a més a més el segell de les seves armes o blasons els que en tenien i encara algunes vegades es feia tot en presència del justícia. Aquest costum va durar fins als temps del rei Alfons el Savi, qui d'acord dels tres estats o braços del regne, va crear uns escrivans públics, als quals va dedicar el títol XIX de la Tercera Partida i va disposar que a cada poble, que fos cap de jurisdicció, s'establís cert nombre d'ells per autoritzar les escriptures o documents amb assistència de dos o tres testimonis, assenyalant certs drets per la seva feina.
Es van adoptar també entre els castellans les denominacions dels romans i així es va anomenar als escrivans tabelionii i cursors, no precisament perquè escrivissin tan de pressa com es parla, sinó per la celeritat amb què havien de practicar les diligències que els jutges es els confiaven. Ha estat vigent fins fa poc el nom de cartularis, de la paraula carta, que significava antigament tota mena d'escriptura o document i més especialment els actuarii que "redactaven les actes púbiques i les decisions o decrets dels jutges". Es deien igualment secretaris no perquè ho fossin dels jutges i magistrats, pels que redactaven les ordres i decrets, sinó per raó del secret que havien de guardar en l'exercici del seu ofici. La denominació de notaris ha estat i està sempre en ús per les notes o minutes que prenen sobre allò tractat per les parts en la seva presència per tal d'ordenar-ho després i estendre i signar amb solemnitat les clàusules dels documents.

### Edat moderna
A partir del segle XVI i conforme augmenta la complexitat dels processos judicials, sorgeix un gènere literari per guiar els escrivans en el seu ofici mitjançant manuals, diccionaris o formularis. Els seus autors eren, generalment, escrivans experts en la pràctica processal com Gabriel de Monterroso i Alvarado al segle xvi, Manuel Fernández de Ayala i José Juan i Colom en els segles XVII i XVIII i José Febrero, que en 1769 recull tota la pràctica processal de l'època.
Els escrivans de actuacions es creen amb la Llei Orgànica del Poder Judicial de 15 de setembre de 1870, als quals se'ls encomana "entendre fidelment i autoritzar amb la seva signatura les actuacions, providències, interlocutòries i sentències que passin davant seu".
Els escrivans van passar a denominar- secretaris judicials pel Reial Decret d'1 de juny de 1911, els quals, a partir de l'any 2015, van passar a cridar lletrats de l'Administració de Justícia amb la reforma de la Llei Orgànica del Poder Judicial.

### Tipus d'escrivans públics
- Escribanos reales, els que podien exercir la seva professió en tot el regne, menys com pocs numeraris.
- Escribanos numerarios, dels quals només podien exercir el seu ofici en el poble o districte al fet que estaven assignats, però ho exerceixen allà amb exclusió d'altres qualssevol, i es diuen numeraris per ser fix i determinat el nombre dels que hi ha a cada punt.
- Escribano de ayuntamiento o de concejo, l'encarregat d'assistir a les juntes o sessions d'un ajuntament o concejo i autoritzar els seus acords o resolucions.
- Escribano de cámara, un dels oficis de Cort. També denominava a què assistia a les sales de les audiències o d'un tribunal suprem per a la substanciació dels negocis o per rebre les peticions i expedients, donar compte d'ells, estendre els actuacions o decrets i expedir els despatxos o provisions.[14]
- Escribano de guerra, l'escrivà públic que amb despatx oficial actuava en els jutjats oficials.
- Escribano de marina, l'escrivà públic que amb despatx del director general de l'armada entenia en els assumptes d'aquest ram.

## Catalunya

### Escrivà major
Era un notari que actuava com a secretari d'una Cúria o Audiència. més concretament, era una persona autoritzada a declarar i donar fe d'escriptures i altres actes quan li fos requerit per aquest alts estaments.
| «                              | Offici de scrivà requer hom ab gran consciència en quant ab una plomada de tinta pot un hom levar e baxar, perdre o guanyar, | » |
| — Eximenis Cosa publ., c. 386. | |   |

### Escrivà de ració
Era el responsable de portar l'inventari de mercaderies i comptes de despeses reials. Una persona lleial i diligent que comptava amb plena confiança de la casa reial. En els documents en llatí el càrrec consta com “scriptoris portionis domus nostre”.
| «                    | Un hom leal e vertader e diligent qui comptar e scriure sàpia volem esser assignat profitosament proveens, lo qual scrivà de ració disposam esser nuncupat, al offici del qual declaram pertànyer tenir quatre libres, ço és lo primer lo qual carta de ració volem esser nomenat, en lo qual no haja àls escrit sinó tan solament los noms d'aquells qui per domèstichs nostres haurem reebuts...; lo segon libre tendrà encara qui libre de notaments serà appellat, en lo qual escrisca e not... totes joyes, draps d'aur, de seda..., vaxella d'aur d'argent e totes altres joyes...; e lo terç libre en lo qual no s'escrisca sinó la messió de nostra casa real, lo qual libre de comtes manam esser nomenat...; lo quart libre lo qual registre appellat serà volem esser, en lo qual los albarans de quitació de vestir e de gràcia e encara d'acurriments seran e deuran esser registrats e escrits, | » |
| — Ordin. Palat. 116. | |   |

### Escrivà de manament[15]
Era tot escrivà del despatx del rei o qualsevol altre casa noble que escriguessin cartes i altres documents a petició i ordre del seu senyor
| «                    | "Ordonam que d'aquí avant en la dita nostra scrivania ordinàriament sien dotse scrivans de manament bons e sufficients e feels qui letres escrisquen e totes altres escriptures a la scrivania pertanyents, | » |
| — Ordin. Palat. 116. | |   |

### Escrivà de nau
L'escrivà d’una nau era un dels càrrecs més importants a bord. Les seves funcions foren especificades en el Llibre del Consolat de Mar. També les Ordinacions sobre lo fet de la mar parlen dels escrivans (Vegeu capítol 31).
L'escrivà d’una nau anotava en un quadern tots els aspectes importants de la navegació: embarcament i desembarcament de tripulació i passatgers (antigament anomenats pelegrins), càrrega i descàrrega de mercaderies (operacions sempre efectuades en la seva presència), despeses ordinàries i extraordinàries,...etc. Aquest quadern s'anomenava cartulari i calia guardar-lo en una caixa sota clau.
El sou d’un escrivà de vaixell acostumava a ser el tercer en importància, després de les pagues del capità i el nauxer. En un cartulari de 1434 els salaris anuals eren: 100 lliures per al patró (Bernat Vives), 55 lliures per al nauxer (Hipòlit Parellada) i 50 lliures per a l'escrivà (Gaspar Reverdit). L'escrivà havia de jurar el càrrec i, en cas de falsedat en les seves anotacions, podia perdre el puny i ser marcat al front amb un ferro roent.

### Escrivà de taula d’acordar
Tots els processos d’enrolament (generals o particulars; terrestres o marítims; militars o civils) es feien amb una taula d’acordar. En la seva forma més senzilla constava d’una taula (moble físic), un quadern o llibre (cartulari), estris d'escriure i un escrivà. En el cas de grans campanyes tot era més solemne: hi havia músics i guàrdies, banderes i penons.

### Altres escrivans
La Diputació del General de Catalunya disposava d’un escrivà major.
També el Consell de Cent actuava amb un càrrec semblant.
Pel que fa a les drassanes, a cada drassana hi havia un drassaner major i un escrivà major. Cada vaixell construït o cada grup de vaixells, en el cas de comandes en grup, podia ser supervisat per un escrivà especialment destinat a la comanda (a més de l'escrivà major de la drassana).
En casos de campanya militar, els estols de guerra i les tropes terrestres comptaven amb un escrivà en cap (càrrec que podia ser compatible amb l'escrivà de ració) que anotava totes les despeses generals centralitzant totes les despeses particulars anotades per escrivans de rang inferior.

### Col·legis
Els escrivans, com a professionals de les arts liberals igual que els notaris, els advocats i els procuradors, s'agruparen en col·legis professionals. A Mallorca, el col·legi dels escrivans es constituí el segle xvii, i tenia per patró sant Tomàs de Vilanova, venerat a l'església del Socors, on se celebrava la festa del col·legi el 22 de setembre, el dia de sant Tomàs de Vilanova.